# Plateau de Loëx
Plateau de Loëx este o arie protejată (sit de importanță comunitară — SCI) din Franța întinsă pe o suprafață de 1.231 ha, integral pe uscat.

## Localizare
Centrul sitului Plateau de Loëx este situat la coordonatele 46°07′29″N 6°39′12″E / 46.1246°N 6.65332°E.

## Înființare
Situl Plateau de Loëx a fost declarat arie specială de conservare în baza directivei 92/43 din 1992 referitoare la conservarea habitatelor naturale și a faunei și florei sălbatice pentru a proteja 1 specie de plante și 6 specii de animale.

## Biodiversitate
Situată în ecoregiunea alpină, aria protejată conține 16 habitate naturale: Turbării active, Mlaștini alcaline, Fânețe montane, Lacuri și iazuri distrofice naturale, Mlaștini turboase de tranziție și turbării mișcătoare, Mlaștini împădurite, Pajiști alpine și subalpine calcaroase, Liziere de ierburi înalte hidrofile de câmpie și de nivel montan până la alpin, Păduri de fag din Europa Centrală dezvoltate pe sol calcaros cu Cephalanthero-Fagion, Păduri de fag Luzulo-Fagetum, Pajiști alpine și boreale, Depresiuni pe substraturi de turbă de Rhynchosporion, Pajiști cu Molinia pe soluri calcaroase, turboase sau argilos-nămoloase (Molinion caeruleae), Formațiuni ierboase bogate în specii de Nardus, dezvoltate pe substraturi silicioase în zone montane (și în zone submontane, în Europa continentală), Păduri acidofile de Picea de la nivel montan la nivel alpin (Vaccinio-Piceetea), Păduri de fag Asperulo-Fagetum.
La baza desemnării sitului se află mai multe specii protejate:
- plante (1): Buxbaumia viridis
- mamifere (3): liliac cârn (Barbastella barbastellus), râs eurasiatic (Lynx lynx), liliac cu aripi lungi (Miniopterus schreibersii)
- nevertebrate (3): fluturele auriu (Euphydryas aurinia), Phengaris nausithous, Phengaris teleius

Pe lângă speciile protejate, pe teritoriul sitului au mai fost identificate 9 specii de plante, 4 specii de amfibieni, 12 specii de mamifere, 7 specii de nevertebrate.